# SFコーポレーション
株式会社SFコーポレーション（エスエフコーポレーション）は、かつて存在した日本の消費者金融業者。神奈川県横浜市に本社を置いていた。2008年10月31日、三和ファイナンスは、かざかファイナンスへ売却され、商号を三和ファイナンス株式会社から変更した。その後創業者は経営に一切関係していない。2011年8月26日、過払金債権の返還に行き詰り、破産手続開始決定を受ける。
旧社名と同じ表記である三和銀行（現・三菱UFJ銀行）とは何の関係もない。そのためか、1990年代後半頃から表記を「三和・ファイナンス」としていた。また、グループ会社に三和プランニングがあるが、2014年に大阪で社員が恐喝容疑で逮捕された同名の会社とは全く関係がない。

## 概要
1972年に創業し、2006年時点で日本国内に400以上の支店を持っていた。大韓民国においては、同社の現地法人（サンワマネー）が業界第2位のシェアを有する（現在も韓国法人は存在する）。イメージキャラクターとして株式会社先駆舎（当時はネイキッド）のイラストレーター・額賀剛治が手掛けた「ビーンズ君」が日韓両国の広告に登場していた。また、グループ会社が西新宿8丁目にある「飛鳥ホテル」、福島県いわき市にある田人カントリー倶楽部、北海道長万部町にある二股らぢうむ温泉なども経営していた。その後田人カントリー倶楽部は東日本大震災の影響で閉鎖、飛鳥ホテルも創業者が経営する三和不動産により賃貸マンションへ再開発の為2013年2月に閉鎖され、二股らぢうむ温泉も現在は水の素株式会社が経営している。
2008年9月12日、同社に対し過払金返還請求権を有する債権者から、東京地方裁判所に対し、過払金返還請求権を請求債権として破産を申し立てられた。破産を申し立てた弁護団によると、請求債権の総額は約3億2000万円であり（弁護団に関係しない顧客に対し支払義務を負う過払金も含めれば、これよりはるかに多額に上る）、同社は、2008年2月頃より、賠償を命じる判決や裁判上の和解も無視し、支払を拒否していた。
2008年9月17日、かざかファイナンス（後のクロスシード）が、三和ファイナンスの全株式を取得して、完全子会社化した。
2008年10月2日、三和ファイナンスはかざかファイナンスからの支援を受け、東京地方裁判所に対し、破産申立ての請求債権だけでなく他の顧客に対する過払金全額の返還を約し、さらに弁護団へ請求債権の全額約3億5000万円を支払ったため、弁護団は破産申立てを取り下げた。しかしながら、破産申立てが取り下げられると間もなく、同社は裁判所に対する約束を反故にし、過払金の支払拒否を再開している。
2008年10月31日に、商号を三和ファイナンス株式会社から株式会社SFコーポレーションに変更。2009年1月に、親会社のかざかファイナンス株式会社がかざかフィナンシャルグループを離脱し、ネオラインキャピタル株式会社と商号変更している。そのため、本社をかつての新宿区西新宿から、港区六本木に移転している。
2011年8月8日、同社は過払い金返還への資金繰りを理由に弁護士に今後の対応を依頼したことを発表した。
2011年8月26日午後5時、東京地方裁判所民事第20部から破産手続開始決定を受けて倒産した。負債総額は約1,897億円。
2013年2月6日、破産管財人は三和ファイナンス創業者および3社に対して配当金返還訴訟を起こすが一切棄却された。
2017年に最終配当を実施。同年5月24日に東京地方裁判所から破産手続終結決定を受けたと同時に、法人格が消滅した。

## 三和マメワールド
三和ファイナンス時代に作られた豆をモチーフとしたキャラクターたち。韓国法人では現在でもTVCMなどで使用されている。
キャラクター
そらまめ君
そらまめの主人公。泣き虫だけど結構大胆な大学4年生。女の子にはマメ。ジェリービーンちゃんに片思い中。
ジェリービーンちゃん
ジェリービーン。ちょっとわがままな高校3年生。ピーナッツ君のことが好き。ウインク一つで男の子はほれてしまう。
えんどうくん
えんどう豆。ケンカは弱く、お人好し。世話好きなので、そらまめ君の恋のキューピットになろうと奮闘中。
ジャバ君
ブラジル生まれで、サッカー大好き。陽気な性格だがケンカが早いのがたまにキズ。寒いのが苦手。
ピーナッツ君
カカオ君
ガーナ生まれ。だからか帽子にガーナ国旗が描かれている。
ピーナッツカー

## 行政処分
- 2007年4月4日、違法な取り立てを行うマニュアルを作成し、債務者の家族に借金の肩代わりを強要したり、親族の家にまで押しかけるなどの貸金業規制法違反により、金融庁から全店舗を対象に4月23日から最長6月27日まで、返済受付以外の全業務停止を命じられた[8][9]。

- 2008年5月16日、埼玉県の大宮西口支店で支店長自らが、2007年11月に脅迫や立て続けに電話するなどの社内規定に違反する取立てを行うなど、現場の監督が十分に行われていなかったことから、関東財務局長から同店舗について5日間の業務停止命令と業務改善命令を受けた[10][11]。

## 公式サイト
- 株式会社SFコーポレーション - ウェイバックマシン（2018年12月27日アーカイブ分）
- 三和ファイナンス株式会社 - ウェイバックマシン（2006年8月31日アーカイブ分）
- 三和マネー(三和ファイナンス韓国法人)公式サイト(韓国語) - ウェイバックマシン（2016年10月24日アーカイブ分）
- 三和グループ ※創業者が現在経営している会社。二股ラジウム温泉も同社の系列会社が営業している。